# SESI-SP
O SESI SP compreende a atuação do Serviço Social da Indústria no Estado do São Paulo. A instituição tem como foco a melhoria do ambiente de trabalho, da qualidade de vida e do nível educacional dos colaboradores das empresas paulistas. Por meio de programas e unidades fixas e móveis, realiza ações nas áreas de saúde, educação, esporte, lazer, cultura, saúde ocupacional, segurança do trabalho e proteção do meio ambiente. Essas atividades são voltadas tanto para trabalhadores e empresas, quanto para a sociedade em geral.

## Esportes e lazer

### Voleibol masculino
O Serviço Social da Indústria de São Paulo (SESI-SP) é uma instituição paraestatal brasileira, de atuação em âmbito estadual, sendo a versão paulista do SESI nacional.
Desde o final da década de 2000 o SESI passou a organizar equipes de voleibol profissional, que participam da Superliga Masculina e Feminina.

Antigo escudo da equipe do SESI-SP.

A equipe de voleibol masculino do Serviço Social da Indústria é um time de voleibol da cidade de Bauru. Atualmente disputa a Superliga Brasileira e é um dos principais clubes de voleibol masculino do estado. Em 2011, conquistou a Superliga de 2010–11 e o Campeonato Sul-Americano.
Após a transferência da equipe feminina para a cidade de Bauru em 2018, a transferência da equipe masculina foi planejada pelo SESI-SP durante longo período e foi motivada, principalmente, pelos investimentos feitos pela instituição nas unidades da região. Após 14 anos com sede em São Paulo, o time masculino do SESI-SP foi transferido, em 2023, para Bauru, no interior do Estado. Com a mudança de projeto, a equipe que mandava as suas partidas no SESI da Vila Leopoldina, em São Paulo, teve seu mando de quadra alterado para a Arena Paulo Skaf, com capacidade para 5000 espectadores.

### Campeonato Mundial de Clubes
| Ano  | Colocação |
| ---- | --------- |
| 2011 | 4º        |

### Campeonato Sul-Americano de Clubes
| Ano  | Colocação |
| ---- | --------- |
| 2011 | 1º        |

#### Superliga
| Ano       | Colocação |
| --------- | --------- |
| 2009/2010 | 5º        |
| 2010/2011 | 1º        |
| 2011/2012 | 5º        |
| 2012/2013 | 3º        |
| 2013/2014 | 2º        |
| 2014/2015 | 2º        |
| 2015/2016 | 4º        |
| 2016/2017 | 3º        |
| 2017/2018 | 2º        |
| 2018/2019 | 2º        |
| 2019/2020 | 4º        |
| 2020/2021 | 10º       |
| 2021/2022 | 3º        |
| 2022/2023 | 7º        |
| 2023/2024 | 1º        |

### Supercopa Brasileira
| Ano  | Colocação |
| ---- | --------- |
| 2018 | 1º        |

### Copa Brasil
| Ano  | Colocação |
| ---- | --------- |
| 2014 | 2º        |
| 2015 | 9º        |
| 2016 | 3º        |
| 2017 | 2º        |
| 2018 | 2º        |
| 2019 | 5º        |
| 2020 | 2º        |
| 2022 | 5º        |
| 2023 | 6º        |
| 2023 | 3º        |

### Campeonato Paulista
| Ano  | Colocação |
| ---- | --------- |
| 2009 | 1º        |
| 2010 | 2º        |
| 2011 | 1º        |
| 2012 | 1º        |
| 2013 | 1º        |
| 2014 | 2º        |
| 2015 | 2º        |
| 2016 | 2º        |
| 2017 | 3º        |
| 2018 | 2º        |
| 2019 | 3º        |
| 2020 | 5º        |
| 2021 | 4º        |
| 2022 | 2º        |
| 2023 | 3º        |

### Copa Libertadores
| Ano       | Colocação |
| --------- | --------- |
| 2018/2019 | 3º        |
| 2020      | 1º        |

### Copa São Paulo
| Ano  | Colocação |
| ---- | --------- |
| 2009 | 1º        |
| 2010 | 1º        |
| 2011 | 1º        |
| 2012 | 1º        |
| 2014 | 2º        |
| 2015 | 3º        |
| 2016 | 1º        |
| 2017 | 1º        |
| 2018 | 1º        |
| 2019 | 2º        |

### Voleibol feminino
A equipe do SESI SP fundiu-se à equipe do Vôlei Bauru, em 2018. A parceria deu-se o nome de SESI/VÔLEI BAURU, e em menos de alguns meses já conquistaram o título do Campeonato Paulista 2018. A sede do time fica na cidade de Bauru, interior de São Paulo.

#### Histórico
A vitória do time masculino na Superliga 2010/11 incentivou a criação da equipe feminina em 2011. Sua primeira participação em um torneio aconteceu no Campeonato Paulista. Para a temporada 2011/12, o Sesi contratou jogadoras experientes, como Dani Lins, Elisângela, Sassá, Natália Martins e Michelle Pavão. Para a temporada seguinte, o time investiu mais com intenção de vencer o Campeonato Nacional. Ana Beatriz Correa, Suelle Oliveira, Verê, Juliana Paes, Tandara Caixeta e Fabiana Claudino foram os reforços. Na temporada 2013/14, doze jogadoras chegaram para tentar levar o time paulista a conquista do primeiro título nacional, entre elas as ponteiras Pri Daroit e Ju Costa, Neneca e a líbero Suelen Pinto. Continuaram no time comandado por Talmo Oliveira as campeãs olímpicas Fabiana, Dani Lins e Carolina Albuquerque, a ponteira Suelle, a central Bia e a líbero Juliana.

#### Resultados obtidos nas principais competições
A partir da temporada 2018-19, em parceria com o Vôlei Bauru.

##### Campeonato Mundial
| Temporada | Colocação |
| --------- | --------- |
| 2014      | 3º        |

##### Campeonato Sul-Americano
| Temporada | Colocação |
| --------- | --------- |
| 2014      | 1º        |
| 2022      | 3º        |

##### Superliga Brasileira
| Temporada | Colocação |
| --------- | --------- |
| 2011/2012 | 5º        |
| 2012/2013 | 4º        |
| 2013/2014 | 2º        |
| 2014/2015 | 3º        |
| 2015/2016 | 7º        |
| 2016/2017 | 11º       |
| 2017/2018 | 12º       |
| 2018/2019 | 4º        |
| 2019/2020 | 4º        |
| 2020/2021 | 4º        |
| 2021/2022 | 3º        |

##### Supercopa
| Temporada | Colocação |
| --------- | --------- |
| 2022      | 1º        |

##### Copa Brasil
| Temporada | Colocação |
| --------- | --------- |
| 2014      | 2º        |
| 2015      | 2º        |
| 2016      | 5º        |
| 2017      | -         |
| 2018      | -         |
| 2019      | 4º        |
| 2020      | 4º        |
| 2021      | 4º        |
| 2022      | 1º        |
| 2023      | 5º        |

##### Campeonato Paulista
| Ano  | Colocação |
| ---- | --------- |
| 2011 | 3º        |
| 2012 | 3º        |
| 2013 | 2º        |
| 2014 | 4º        |
| 2015 | 2º        |
| 2016 | 5º        |
| 2017 | 5º        |
| 2018 | 1º        |
| 2019 | 3º        |
| 2020 | 2º        |
| 2021 | 3º        |
| 2022 | 1º        |

##### Copa São Paulo
| Ano  | Colocação         |
| ---- | ----------------- |
| 2012 | 1º                |
| 2013 | 1º                |
| 2014 | 2º                |
| 2015 | 2º                |
| 2016 | 4º                |
| 2017 | 3º                |
| 2018 | 2º                |
| 2019 | Não foi disputado |
| 2020 | Não foi disputado |
| 2021 | Não foi disputado |
| 2022 | 2º                |